# Esplanade (tramhalte)
Esplanade is een Brusselse tramhalte van de MIVB gelegen in het in het noorden van de stad. De tramhalte is het noordelijke eindpunt van tramlijn 35, en was dit voor september 2024 van de voormalige tramlijn 3.
Het ligt aan de oostrand van het terrein van de Expo 58 ter hoogte van de toegang bij de Esplanade.
Naast een eindlus en een eilandperron, dat met een loopbrug (de passerelle 58) over de A12 met het expoterrein verbonden is, is er een opstelterrein met meerdere kopsporen.

## Tramlijn
|  | 35 - Esplanade - Docks Bruxsel |